# Хареба і Гогі
«Хареба і Гогі» (груз. ხარება და გოგია) — радянський художній фільм 1987 року, знятий на кіностудії «Грузія-фільм».

## Сюжет
Фільм розповідає про події початку XX століття, коли в Кахетії сталося пізніше жорстоко придушене повстання проти місцевих поміщиків. Повстання очолили двоє місцевих селян — Хареба і Гогі.

## У ролях
- Омар Пхакадзе —  Хареба Джибуті
- Леван Тедіашвілі —  Гогі Кенкішвілі
- Гурам Лордкіпанідзе —  фотограф Роїшвілі
- Іван Сакварелідзе —  Фрідон
- Отар Мегвінетухуцесі —  штабс-капітан Ахвледіані
- Олександр Кайдановський —  князь Ольховський
- Заза Колелішвілі —  Жоржик Бердзенішвілі
- Шалва Херулідзе —  князь Карашвілі

## Знімальна група
- Режисер — Георгій Шенгелая
- Сценаристи — Баадур Баларджишвілі, Георгій Шенгелая
- Оператор — Лері Мачаїдзе
- Композитор — Анзор Еркомаїшвілі
- Художники — Василь Арабідзе, Гено Цаава, Ніколоз Шенгелая